# قول علی
قول علی، روستایی از توابع بخش مرکزی شهرستان خدابنده در استان زنجان ایران است.

## جمعیت
این روستا در دهستان کرسف قرار دارد و براساس سرشماری مرکز آمار ایران در سال ۱۳۸۵، جمعیت آن ۳۲۴ نفر (۷۷خانوار) بوده‌است.